# Gustav Braunmüller (Dichter)
Gustav Ernest Braunmüller (* 2. September 1849 in Wien; † 3. Juni 1906 in Eggersdorf bei Graz) war ein österreichischer Kaufmann und Dialektdichter.

## Leben

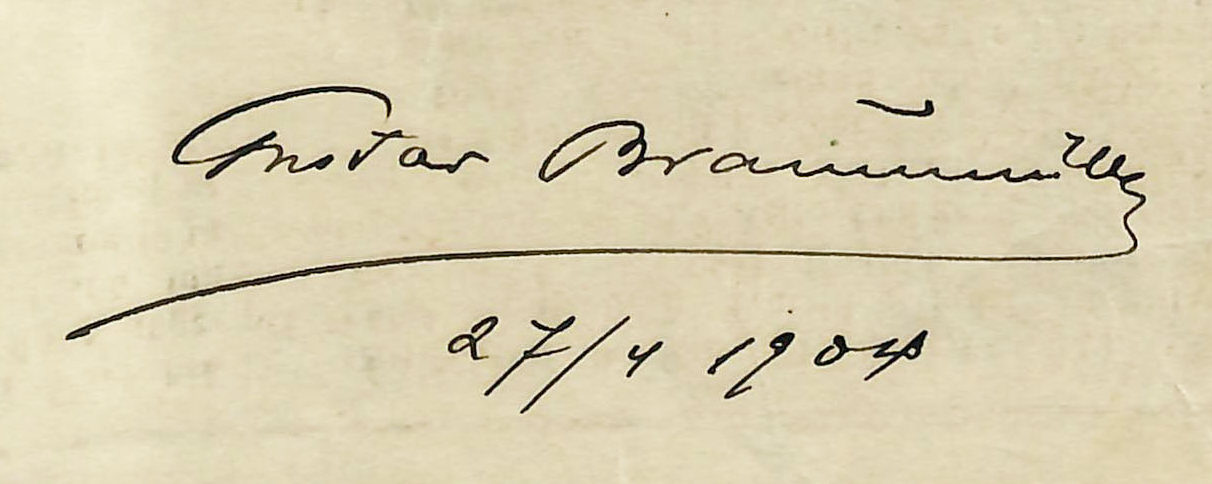
Signatur Gustav Buchmüllers auf einem Brief an Franz von Defregger (27. April 1904)

Gustav Braunmüller wurde am 2. September 1849 als uneheliches Kind des deutschen Schauspielers Gustav Braunmüller und der österreichischen Lokalsängerin Ludovika „Louise“ Wilhelmina Fränzl in Wien geboren und am 8. September 1849 auf den Namen Gustav Ernest getauft. Seine Eltern heirateten am 18. August 1855, wodurch er legitimiert wurde.
Nach der Verlobung im Sommer 1879 heiratete Braunmüller am 1. Februar 1880 in der Pfarre Wien-St. Josef die rund sieben Jahre jüngere Wilhelmine Susanna Hamsa (* 23. September 1856 in Wien; † 9. Jänner 1935 ebenda). Aus der Ehe ging mindestens eine Tochter hervor: Friederika „Fritzi“ Anna Karolina (* 26. Mai 1887 in Wien). Sein Schwiegervater war der Kaufmann Josef Hamsa (* 1815/16; † 9. August 1889), Direktor der Ersten österreichischen Sparkasse und Censor der Oesterreichisch-ungarischen Bank.
Der hauptberuflich als Kaufmann tätige Braunmüller lebte in Wien wurde mit dem Verfassen von Gedichten in niederösterreichischer Mundart bekannt. Größtenteils erschienen diese Gedichte zwischen 1887 und 1903 in sechs Sammlungen unter dem Titel Nehmt’s mi mit!. Braunmüller pflegte eine enge Freundschaft zum bayerischen Dialektdichter Karl Stieler. Ab 1882 gehörte er dem Niederösterreichischen Jagdschutzverein als Mitglied an und war zudem Vorstandsmitglied des kaufmännischen Vereins „Vindobona“. Bereits in den 1880er Jahren trat er immer wieder mit humoristischen Vorträgen öffentlich auf und trug dabei auch seine Werke aus Nehmt’s mi mit! vor. Am 10. September 1889 wurde sein Einzelunternehmen G. Braunmüller zum Betrieb einer Handelsagentie mit Sitz in der Eßlinggasse 9 im 1. Wiener Gemeindebezirk im Handelsregister des k.k. Handelsgerichts in Wien eingetragen. Im Jahr 1892 berichtete die Wiener Zeitung von einem in Braunmüllers Besitz befindlichen Flötenschrank in Verbindung mit Klavier und Orgel mit reich verziertem Kasten, der sich einst im Besitz von Napoleon Bonaparte befunden haben soll und der bei der Internationalen Musik- und Theaterausstellung 1892 in Wien ausgestellt wurde. Zum Jahresende 1892 fungierte er als einer der Festkommissäre des in den Musikvereinssälen stattfindenden Jagdfests zu Gunsten der Freiwilligen Rettungsgesellschaft.
Im Jahr 1893 veröffentlichte er A Wild’rer Stück (auch A Wild’rerstuck), ein Drama in Blankversen. Hierbei handelte es sich vor allem um hochdramatisch verfasste Dialektgedichte aus dem Hochgebirge und dem Jägerleben. Am 3. Juli 1894 traf Braunmüller in Madonna di Campiglio auf Kaiser Franz Joseph und überreichte ihm zu diesem Anlasse ein sogenanntes Juxbarometer als Geschenk. Im April 1896 war er Geschworener in einem Ehrenbeleidigungsprozess, den der Schauspieler und Regisseur des Raimundtheaters, Victor Wachtel, gegen Victor Silberer, den Herausgeber der Allgemeinen Sport-Zeitung, angestrengt hatte. Ende der 1890er Jahre publizierte er immer wieder auch in der Allgemeinen Sport-Zeitung.
Am 3. Juni 1906 – fälschlicherweise wird oftmals das Jahr 1905 als Sterbejahr angegeben – starb Braunmüller im Alter von 56 Jahren in Eggersdorf bei Graz an einem Herzstillstand (Paralysis cordis) infolge von Arteriosklerose. Drei Tage später fand seine Beerdigung statt. Bis zu seinem Ableben war er 28 Jahre lang als Vertreter einer Teppichfabrik beschäftigt.

## Auszug ausNehmt’s mi mit!
„A Bua kommt ganz zerschlagen z’Haus,
Da macht’n halt sei Vater aus:
„Dass du di so zerhauen lasst,
Des zeigt, dass d’ keine Kraft net hast.“
Da sagt der Bua drauf ganz verweg’n:
„Ja, hast denn du den andern gsegn?““

## Publikationen (Auswahl)
- Nehmt’s mi mit!, Carl Gerold’s Sohn Verlag,[30] Wien, 6 Bände: I (1887), II (1889), III (1893), IV (1897), V (1900) und VI (1903). 8°. (erschienen in mehreren Auflagen)[31]
- A Wild’rer Stück (auch A Wild’rerstuck), Carl Gerold’s Sohn Verlag. Wien, 1893. 8°. Drama in Blankversen.
- Schweizer Briefe. Ueber das Volksschauspiel in Altstetten bei Zürich (Schweiz). „Wilhelm Tell“ von Friedrich Schiller. In: Allgemeine Sport-Zeitung, 28. Juni 1896, S. 719–720 (Jahresausgabe).[26]
- Vom Grafen Nicolaus Esterházy. In: Allgemeine Sport-Zeitung, 16. Mai 1897, S. 513–514 (Jahresausgabe).[27]